# Flabio Torres
José Flabio Torres Sierra (Ibagué, Tolima, Colombia, 7 de diciembre de 1970) es un director técnico y exfutbolista colombiano, actualmente se encuentra al mando del Boyacá Chicó de la Categoría Primera A de Colombia.
Bajo la dirección técnica del Deportivo Pasto, logró el ascenso a la máxima categoría en 2011 luego de mantenerse durante todo el año como líder de la Reclasificación, en el segundo semestre del Torneo Postobon lo corona campeón. por lo que es "catalogado como el técnico revelación del Torneo Postobón.

## Formación académica
Flabio es licenciado en educación física de la Universidad del Tolima. Además posee la licencia Pro de la Conmebol.

## Trayectoria como jugador
Flabio jugó con la Selección Colombia (sub-17 y 19) e integró la Selección para el Copa Mundial de Fútbol Sub-20 de 1989 equipo en el cual fue capitán.
Tras la excelente participación en las eliminatorias de la Copa Mundial de Fútbol Juvenil de 1989 realizada en Arabia Saudita, el Deportivo Cali decide comprar sus derechos deportivos y contar con su participación en el torneo finalización en 1988, en 1989 fue su delegado en la cancha y Selección Colombia para Copa Mundial de Fútbol Juvenil de 1989 clasificados hasta octavos de final.  En 1990 - 1991 Juega con Once Caldas, 1992 con Cúcuta Deportivo, 1993 Santa Fe, 1994 regresar a su tierra natal a jugar con Deportes Tolima con quien fue campeón en la Categoría Primera B. 1995 en el Atlético Bello, en 1996 -1997 con el Cooperamos Tolima, en el primer semestre del 1998 con Atlético Huila y termina su carrera como futbolista en el segundo semestre de 1998 en Girardot F.C. tras una lesión en la rodilla.

## En la dirección técnica

### Segundo entrenador
Entre 1999 - 2007 asume la dirección técnica de las inferiores del Deportes Tolima, llegando a ocupar el cargo de asistente técnico del equipo profesional en 2006 - 2007. 
El 22 de marzo de 2009, en la jornada 9 del Torneo Apertura, asume la asistencia técnica del Deportivo Pasto. Luego del descenso del cuadro "pastuso" a la Primera B, toma las riendas como nuevo asistente técnico del Deportivo Cali para la temporada 2010, por una corta temporada. Luego Tras diálogos con los directivos del Deportivo Pasto, regresa el cuerpo técnico tolimense nuevamente la conducción técnica del conjunto nariñense.

### Entrenador

#### Expreso Rojo
Su primera experiencia como entrenador en propiedad fue en la temporada 2008, cuando asume la dirección técnica del Expreso Rojo, dirigiendo al equipo cundinamarques hasta la fecha 16.ª torneo apertura y la 4.ª de la Copa Colombia a pesar de hacer una extraordinaria campaña fue reemplazado por Félix Valverde Quiñones,

#### Deportivo Pasto
En el 2011 Luego de trabajar de la mano de Jorge Luis Bernal, toma las riendas del Deportivo Pasto, las recomendaciones de Bernal fueron tenidas en cuenta por las directivas del equipo nariñense, quienes al no poder llegar a un acuerdo con el exentrenador se decidieron por su pupilo. Es en este año una vez en la cabeza e ilusion del Deportivo Pasto que obtiene un merecido premio para una gran afición que siempre acompañó al equipo y celebró este anhelado regreso al profesionalismo.
En el 2012 continuando con el proceso, encaminando al equipo para tener una identidad futbolística. Terminada la fase de todos contra todos, Deportivo Pasto se ratificó en el grupo de los clasificados a los cuadrangulares semifinales de la Liga Postobón 2012-I llegando a diputar la gran final con Independiente Santa Fe, donde queda subcampeón.
Este Deportivo Pasto en el 2012 protagoniza todos los torneos que disputa, porque en la Copa Colombia 2012, también se llega a la final junto a Nacional, donde queda nuevamente subcampeón.

#### Once Caldas
Por una excelente labor con el Deportivo Pasto en los años anteriores, en el año 2013 el Once Caldas lo contrata como su nuevo director técnico, en toda su trayectoria con el conjunto manizalita obtuvo buenos resultados, el más destacado fue la pre clasificación de su equipo a la Copa Libertadores, pero ese sería la final de una buena campaña, en esa fase tuvo que enfrentar al Corinthias de Brasil, su equipo perdería la chance de clasificar a jugar la Copa Libertadores debido a la goleada de 4 a 0 que sufriría en el partido de ida. Debido al flojo comienzo de su campaña, el estratega tolimense abandonaría el equipo el 30 de marzo de 2015. En la Liga, dejaría al Once Caldas en el puesto 12 de la tabla, con 14 puntos de 33 que ha disputado, para un rendimiento del 42 por ciento. Teniendo un partido aplazado, contra Millonarios.

#### Cúcuta Deportivo
Después de un receso de por lo menos dos meses sin tener ningún tipo de contacto con el fútbol profesional, el 11 de mayo de 2015, el Cúcuta Deportivo lo oficializaría como su nuevo director técnico, empezando labores siete días después de su anuncio y estrenándose hasta la segunda temporada de este mismo año. Resaltando que tendrá que armar un equipo competitivo para poder salvar al equipo “motilon” de un descenso. Luego de no obtener los resultados esperados, el 1 de septiembre fue despedido de la dirección técnica del equipo motilón y dejándolo al borde del descenso.

#### Atlético Bucaramanga
Luego de estar siete meses sin estar dirigiendo, el 9 de mayo de 2016 llega al Atlético Bucaramanga con el objetivo de armar un equipo competitivo y salvarlo del descenso. Tuvo una aceptable campaña logrando meterlo a los play-off de la liga en el puesto 7.º del todos contra todos; ya en los play-off, se enfrentó al Deportivo Cali donde lo derrotó 2-1 en la ida y en la vuelta igualó por 1-1, dándole el paso al equipo búcaro a las semifinales. En las semifinales se enfrentó al Deportes Tolima donde le ganó por 1-0 en la ida y en la vuelta ganó el equipo pijao 2-1 y tuvieron que definir el paso a la final en la tanda de penales; el equipo tolimense logró acceder a la final ganado 4-2 en los penales, dejando a las puertas al Atlético Bucaramanga de disputar su segunda final de su historia. El 16 de diciembre llegó a un acuerdo con los directivos para dejar la dirección técnica, dejando buenos números y estando cerca de disputar una final con el equipo santandereano.

#### Deportivo Pasto
Dos días después de dejar la dirección técnica del Atlético Bucaramanga, el 18 de diciembre de 2016 lo contrata el Deportivo Pasto con el objetivo de lograr una buena campaña y salvarlo del descenso, que estuvo muy cerca para el conjunto pastuso. Hace una gran campaña durante el Torneo Apertura terminando 3.º y prácticamente alejándolo del descenso; en los play-off tuvo que enfrentar al América de Cali, empatando sin goles (0-0) en el Pascual Guerrero de Cali, llegando con la ilusión de avanzar a las semifinales al partido de vuelta disputado en Pasto en el Estadio La Libertad; pese a que el equipo volcánico tuvo las opciones para irse al frente del marcador, en el minuto 71 Juan Camilo Hernández anotó para el equipo escarlata, dejando al Pasto a las puertas de la semifinal. Para el segundo semestre, el equipo mantuvo la base con la que disputó el torneo anterior, pero no pudo lograr la misma campaña del primer semestre terminando en el puesto 15 y comprometiendo al equipo en el descenso de cara a la siguiente temporada. Para el 2018 el técnico tolimense logró reforzarse con un equipo competitivo para alejar del descenso al equipo pastuso y así lograr una buena campaña; en el Torneo Apertura el equipo no estuvo a las expectativas, no mostraba un juego vistoso y peligraba en el descenso, finalmente terminó en el puesto 18 comprometiéndolo en el descenso para el segundo semestre.
Luego de tres fechas disputadas del Torneo Finalización donde logró dos derrotas y un empate, renunció al equipo volcánico el día 6 de agosto tras los malos resultados del equipo que cada vez se comprometía en la tabla del descenso.

#### Atlético Bucaramanga
Semanas después de haber renunciado al Deportivo Pasto por malos resultados, el 30 de agosto de 2018 regresa al Atlético Bucaramanga tras la destitución de Carlos Mario Hoyos por malos resultados dejando al equipo búcaro en el puesto 15 de la tabla. Con la llegada del técnico tolimense se han logrado buenos resultados logrando estar en los puestos de privilegio, pero cabe destacar que no puede dirigir desde el banco ya que a comienzo del torneo dirigió al Deportivo Pasto y le toca ver los partidos desde los palcos, por lo cual dirigen desde la raya sus ayudantes de campo Óscar Serrano y Robert Villamizar. Finalmente el equipo búcaro termina en la 4.ª posición del todos contra todos logrando una extraordinaria campaña clasificando a la fase de Play-Off, donde fue eliminado a manos del Deportivo Independiente Medellín donde perdió por 3-0 en el Estadio Atanasio Girardot en la ida, y aunque el partido de vuelta lo ganó por 2-0 en el Estadio Alfonso López, no alcanzó para pasar a la siguiente fase, despidiéndose del campeonato con una de las mejores campañas de la historia del Atlético Bucaramanga. Para el 2019 se mantendría en el Atlético Bucaramanga, manteniendo la base del equipo que había logrado una gran campaña el semestre anterior; en las primeras cinco fechas no tuvo un buen inicio, logrando apenas cuatro derrotas y una victoria frente al Deportivo Pasto, fue destituido 18 de febrero de 2019 tras perder 3-2 ante el Cúcuta Deportivo.

#### Binacional
El 8 de septiembre de 2020 renuncia a la dirección técnica del Deportivo Binacional de Perú tras perder con el River Plate argentino en la Copa Libertadores con marcador global de 14-0 en partidos de ida y vuelta, 8-0 y 6-0 respectivamente.

#### Deportivo Pasto
El día 10 de agosto de 2021 regresa a la dirección técnica del Deportivo Pasto. Dirige su primer partido en la fecha 5 del torneo finalización.
En el Torneo Apertura 2023 tiene una campaña aceptable clasificándose en la fecha 20 frente al Envigado FC al cuadrangular semifinal con un contraversial autogol en los últimos minutos del encuentro. Luego, en el Cuadrangular semifinal en la última fecha con el partido en simultáneo de Águilas Doradas-Alianza Petrolera y enfrentando al Atlético Nacional estuvo clasificado durante 64 minutos  a la gran final frente a Millonarios pero un gol de Jarlan Barrera al minuto 90+2 se lo impidió y el conjunto verdolaga fue el que pasó a la final. En el Torneo Finalización no se logró clasificar al cuadrangular quedando en la duodécima posición, a tres puntos del octavo, que fue el Deportivo Cali.

#### Boyacá Chicó
El 23 de abril de 2025, Flabio Torres fue anunciado como nuevo entrenador de Boyacá Chicó, convirtiéndose así en el séptimo equipo colombiano que dirige en su carrera.

## Clubes

### Como jugador
| Club              | País     | Año         |
| ----------------- | -------- | ----------- |
| Deportivo Cali    | Colombia | 1988 - 1989 |
| Once Caldas       | Colombia | 1990        |
| Deportes Tolima   | Colombia | 1991        |
| Cúcuta Deportivo  | Colombia | 1992        |
| Santa Fe          | Colombia | 1993 - 1994 |
| Atlético Bello    | Colombia | 1995        |
| Cooperamos Tolima | Colombia | 1996 - 1997 |
| Atlético Huila    | Colombia | 1998        |
| Girardot F.C.     | Colombia | 1998        |

### Como asistente
| Club                               | País     | Año         | Asistente de   |
| ---------------------------------- | -------- | ----------- | -------------- |
| Divisiones menores Deportes Tolima | Colombia | 1999 - 2005 | Cacique Bernal |
| Deportes Tolima                    | Colombia | 2006        | Cacique Bernal |
| Deportivo Pasto                    | Colombia | 2009        | Cacique Bernal |
| Deportivo Cali                     | Colombia | 2010        | Cacique Bernal |
| Deportivo Pasto                    | Colombia | 2010        | Cacique Bernal |

### Como entrenador
| Expreso Rojo · Colombia         | 2.ª                 | 2008                | 16  | 5   | 5   | 6   | 4  | 1  | 2  | 1  | -  | - | - | - | 20  | 6   | 7   | 7   |  |
| Expreso Rojo · Colombia         | Total               | Total               | 16  | 5   | 5   | 6   | 4  | 1  | 2  | 1  | 0  | 0 | 0 | 0 | 20  | 6   | 7   | 7   |  |
| Deportivo Pasto · Colombia      | 2.ª                 | 2011                | 46  | 25  | 15  | 6   | 12 | 6  | 2  | 4  | -  | - | - | - | 58  | 31  | 17  | 10  |  |
| Deportivo Pasto · Colombia      | 1.ª                 | 2012                | 50  | 19  | 17  | 14  | 18 | 10 | 5  | 3  | -  | - | - | - | 68  | 29  | 22  | 17  |  |
| Deportivo Pasto · Colombia      | 1.ª                 | 2013                | 48  | 17  | 18  | 13  | 12 | 4  | 3  | 5  | 6  | 4 | 0 | 2 | 66  | 25  | 21  | 20  |  |
| Once Caldas · Colombia          | 1.ª                 | 2014                | 44  | 17  | 15  | 12  | 14 | 7  | 2  | 5  | -  | - | - | - | 58  | 24  | 17  | 17  |  |
| Once Caldas · Colombia          | 1.ª                 | 2015                | 15  | 4   | 6   | 5   | -  | -  | -  | -  | 2  | 0 | 1 | 1 | 17  | 4   | 7   | 6   |  |
| Once Caldas · Colombia          | Total               | Total               | 59  | 21  | 21  | 17  | 14 | 7  | 2  | 5  | 2  | 0 | 1 | 1 | 75  | 28  | 24  | 23  |  |
| Cúcuta Deportivo · Colombia     | 1.ª                 | 2015                | 9   | 1   | 2   | 6   | -  | -  | -  | -  | -  | - | - | - | 9   | 1   | 2   | 6   |  |
| Cúcuta Deportivo · Colombia     | Total               | Total               | 9   | 1   | 2   | 6   | 0  | 0  | 0  | 0  | 0  | 0 | 0 | 0 | 9   | 1   | 2   | 6   |  |
| Atlético Bucaramanga · Colombia | 1.ª                 | 2016                | 27  | 12  | 8   | 7   | -  | -  | -  | -  | -  | - | - | - | 27  | 12  | 8   | 7   |  |
| Deportivo Pasto · Colombia      | 1.ª                 | 2017                | 42  | 16  | 9   | 17  | 8  | 4  | 1  | 3  | -  | - | - | - | 50  | 20  | 10  | 20  |  |
| Deportivo Pasto · Colombia      | 1.ª                 | 2018                | 21  | 5   | 5   | 11  | 6  | 0  | 3  | 3  | -  | - | - | - | 27  | 5   | 8   | 14  |  |
| Atlético Bucaramanga · Colombia | 1.ª                 | 2019                | 5   | 1   | 0   | 4   | 1  | 0  | 0  | 1  | -  | - | - | - | 6   | 1   | 0   | 5   |  |
| Atlético Bucaramanga · Colombia | Total               | Total               | 32  | 13  | 8   | 11  | 1  | 0  | 0  | 1  | 0  | 0 | 0 | 0 | 33  | 13  | 8   | 12  |  |
| Águilas Doradas · Colombia      | 1.ª                 | 2019                | 20  | 5   | 9   | 6   | -  | -  | -  | -  | -  | - | - | - | 20  | 5   | 9   | 6   |  |
| Águilas Doradas · Colombia      | Total               | Total               | 20  | 5   | 9   | 6   | 0  | 0  | 0  | 0  | 0  | 0 | 0 | 0 | 20  | 5   | 9   | 6   |  |
| Deportivo Binacional · Perú     | 1.ª                 | 2020                | 5   | 1   | 2   | 2   | -  | -  | -  | -  | 4  | 1 | 0 | 3 | 9   | 2   | 2   | 5   |  |
| Deportivo Binacional · Perú     | Total               | Total               | 5   | 1   | 2   | 2   | 0  | 0  | 0  | 0  | 4  | 1 | 0 | 3 | 9   | 2   | 2   | 5   |  |
| Deportivo Pasto · Colombia      | 1.ª                 | 2021                | 16  | 4   | 3   | 9   | 4  | 3  | 0  | 1  | -  | - | - | - | 20  | 7   | 3   | 10  |  |
| Deportivo Pasto · Colombia      | 1.ª                 | 2022                | 46  | 16  | 14  | 16  | 2  | 0  | 0  | 2  | -  | - | - | - | 48  | 16  | 14  | 18  |  |
| Deportivo Pasto · Colombia      | 1.ª                 | 2023                | 46  | 15  | 15  | 16  | 2  | 1  | 0  | 1  | -  | - | - | - | 48  | 16  | 15  | 17  |  |
| Deportivo Pasto · Colombia      | Total               | Total               | 315 | 117 | 96  | 102 | 64 | 28 | 14 | 22 | 6  | 4 | 0 | 2 | 385 | 149 | 110 | 126 |  |
| Always Ready · Bolivia          | 1.ª                 | 2024                |     |     |     |     | -  | -  | -  | -  |    |   |   |   |     |     |     |     |  |
| Always Ready · Bolivia          | Total               |                     |     |     |     |     |    |    |    |    |    |   |   |   |     |     |     |     |  |
| Nacional Potosí · Bolivia       | 1.ª                 | 2024                |     |     |     |     | -  | -  | -  | -  |    |   |   |   |     |     |     |     |  |
| Nacional Potosí · Bolivia       | Total               |                     |     |     |     |     |    |    |    |    |    |   |   |   |     |     |     |     |  |
| Boyacá Chicó · Colombia         | 1.ª                 | 2025                |     |     |     |     | -  | -  | -  | -  |    |   |   |   |     |     |     |     |  |
| Boyacá Chicó · Colombia         | Total               |                     |     |     |     |     |    |    |    |    |    |   |   |   |     |     |     |     |  |
| Total en su carrera             | Total en su carrera | Total en su carrera | 404 | 146 | 126 | 132 | 81 | 35 | 18 | 28 | 12 | 5 | 1 | 6 | 497 | 186 | 145 | 166 |  |
| 1. 2.                           |                     |                     |     |     |     |     |    |    |    |    |    |   |   |   |     |     |     |     |  |

## Palmarés

### Campeonatos nacionales
| Título              | Club            | País     | Año  |
| ------------------- | --------------- | -------- | ---- |
| Categoría Primera B | Deportes Tolima | Colombia | 1994 |
| Primera B           | Deportivo Pasto | Colombia | 2011 |